# A Modern Noble
A Modern Noble è un cortometraggio muto del 1915 diretto da Jay Hunt. Prodotto da Thomas H. Ince e sceneggiato da William H. Clifford, aveva come interpreti Tom Chatterton, Violet MacMillan, Herschel Mayall, Ida Lewis.

## Trama
Innamorato di Gretchen, la figlia di un locandiere, il giovane Ludwig von Hoffmann sposa la ragazza contro la volontà di suo padre, il conte von Hoffmann, che rinnega il figlio perché, con quel matrimonio, ha disonorato il buon nome della loro aristocratica famiglia. Costretto a lavorare per vivere, Ludwig si arrangia come può, ridotto a fare il pescatore. Ma non ha perso la speranza di farsi perdonare da suo padre e gli scrive una lettera con la quale cerca di riconciliarsi con lui. La risposta del conte cade nelle mani di Gretchen che, leggendola, si rende conto che non si potrà mai sanare quella frattura tra padre e figlio se lei non si metterà da parte. Decisa a sacrificarsi per il bene di Ludwig, Gretchen gli lascia un biglietto di addio con il quale gli spiega i motivi che la spingono al suicidio. Il suo tentativo di annegarsi però viene ostacolato dall'intervento dell'autista del conte, che salva la ragazza e la porta poi in albergo. Von Hoffmann capisce che l'unico modo per salvare la ragione di Ludwig, che sembra impazzito dopo avere letto il messaggio di addio di Gretchen, è quello di restituirlo alla moglie, perdonando il suo colpo di testa e dimenticando.

## Produzione
Il film fu prodotto dalla Domino Film Company.

## Distribuzione
Distribuito dalla Mutual, il film - un cortometraggio in due bobine - uscì nelle sale statunitensi il 4 febbraio 1915.